# Punctobolivinella
Punctobolivinella es un género de foraminífero bentónico de la familia Bolivinellidae, de la superfamilia Loxostomatoidea, del suborden Buliminina y del orden Buliminida. Su especie tipo es Bolivinella robusta. Su rango cronoestratigráfico abarca desde el Plioceno hasta la Actualidad.

## Discusión
Clasificaciones previas incluían Punctobolivinella en el suborden Rotaliina del orden Rotaliida. Clasificaciones más modernas lo incluyen en la superfamilia Cassidulinoidea.

## Clasificación
Punctobolivinella incluye a las siguientes especies:
- Punctobolivinella gibsoni
- Punctobolivinella philippinensis
- Punctobolivinella robusta
- Punctobolivinella unca